# Replinchen

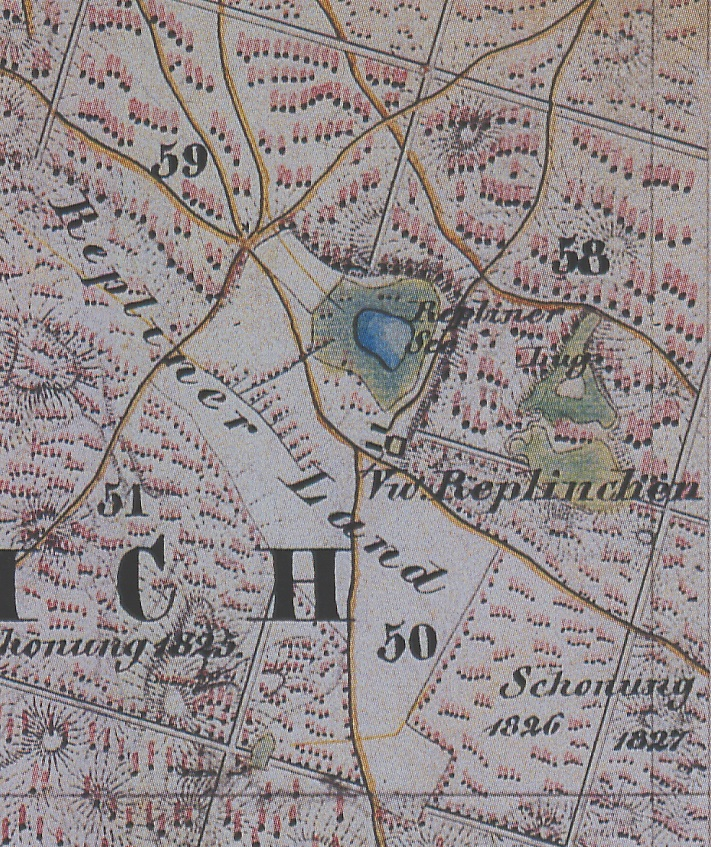
Das abgegangene Vorwerk Replinchen auf dem Urmesstischblatt 3947 Baruth von 1841

Replinchen (auch Repplinchen) war ein Vorwerk auf der Gemarkung Freidorf, einem Ortsteil der Gemeinde Halbe im Landkreis Dahme-Spreewald (Brandenburg). Das Vorwerk wurde vor 1716 aufgebaut und nach 1863 aufgelassen.

## Lage
Das Vorwerk lag unmittelbar südlich des Replinchener Sees etwa 3,5 km südwestlich von Halbe und etwa 3,8 km nordwestlich von Freidorf in der Gemarkung von Freidorf in der Staakower Heide auf etwa 52 m ü. NHN.

## Geschichte
Das Vorwerk erscheint 1716 erstmals in einer Urkunde, in der Schreibweise Replin. 1744 hieß es dann Replinichen; Bratring schreibt es Repplinchen. Ansonsten heißt es meist Replinchen; unter diesem Namen ist es im Historischen Ortslexikon auch aufgeführt. Im Schmettauschen Kartenwerk von 1767/87 ist das Vorwerk als Krepplinichen verschrieben. Die Topographisch-militärische Karte von Sachsen hat die Lokalität unter dem Namen Repplinichen.
Unter den zur Herrschaft Teupitz gehörigen Gütern, die König Friedrich Wilhelm I.  am 18. Dezember 1717 für 54.000 Taler von Baron Ludwig Alexander von Schenck zu seiner Herrschaft Königs Wusterhausen ankaufte, befand sich auch das Vorwerk Repplinichen. Aus den Gütern bildete er das Amt Teupitz.
Bratring beschrieb es 1805 (Stand 1801) als Meierei und Schäferei, unweit Freidorf, hat weder Wiesenwachs noch Garten. 2 Feuerstellen und 5 Einwohner. Das Ortschafts=Verzeichniß des Regierungs=Bezirks Potsdam von 1817 ist es unter dem Amt Teupitz aufgeführt: Replinchen, Meierei zu Amt Teupitz […] gehörig. Die Topographisch-statistische Uebersicht des Regierungs-Bezirks Potsdam und der Stadt Berlin von 1841 erwähnt es als: Replinchen, Meierei (zu Löpten […] gehörig). Es wird keine Einwohnerzahl angegeben. In der Ortschafts-Statistik des Regierungs-Bezirks Potsdam mit der Stadt Berlin von 1861 ist es nicht (mehr?) erwähnt.
1850 gehörte Replinchen zum Amt Buchholz. Das Gut hatte eine Größe von 151 Morgen 165 Quadratruten, davon waren 96 Quadratruten Hofstelle, 2 Morgen 60 Quadratruten Gärten, 127 Morgen und 4 Quadratruten Acker und 22 Morgen 5 Quadratruten Hutung. Es war damals mit dem Vorwerk Löpten kombiniert. Nach Berghaus war Replinchen seit 1838 von Friedrich Viebeg gepachtet. Die Topographie der Untergerichte von 1837 erwähnt aber bereits einen Gutsbesitzer Viebeg. Entweder ist die Angabe in Berghaus unzutreffend oder die Angabe Gutsbesitzer Viebeg von 1837 bezieht sich auf einen Vorbesitzer gleichen Namens (Vater? Bruder?). Die Handmatrikel (von 1857) nennen als Nachfolger einen Hrn. Wolf. Nach den Handmatrikeln war das kombinierte Gut Replinchen und Löpten kreistagsfähig. Ende der 1850er Jahre führte die Hofkammer der königlichen Familiengüter Verhandlungen mit dem Besitzer von Löpten (inkl. des Vorwerks Replinchen) Lewy Wolff über den Erwerb des Vorwerks Replinchen. Riehl und Scheu nennen für 1861 ebenfalls noch den Gutsbesitzer Wolf. Der Tausch des Vorwerks Replinchen mit Gutsbesitzer Wolf und der Erwerb durch die Königliche Hofkammer kam bis spätestens 1863 zustande.
Replinchen ist noch in Heinrich Rudolphs Vollständigstes geographisch-topographisch-statistisches Ortslexikon von Deutschland von 1863 aufgeführt. Danach wird der Ort nicht mehr erwähnt.